# نیروگاه کارون ۳
نیروگاه برق‌آبی کارون ۳، (در کنار سد کارون ۳، تأسیس ۱۳۸۴)، یکی از نیروگاه‌های ایران با ظرفیت تولیدی۲٠٠٠ مگاوات است.
تولید متوسط انرژی سالانه ۴۱۳۷ گیگاوات ساعت، برق مورد نیاز ایران را در زمان اوج مصرف تأمین می‌نماید با بهره‌برداری از این نیروگاه در سال ۱۳۸۴، بخش مهمی از کمبود انرژی مورد نیاز ایران به خصوص در ساعات اوج مصرف رفع گردید.
توان تولیدی هر کدام از واحدها ۲۵٠ مگاوات است.